# Clizia (Machiavelli)
(Canzona che chiude il secondo atto)
La Clizia è una commedia in prosa in cinque atti di Niccolò Machiavelli. Basata su una libera interpretazione della Casina e dei Menecmi di Plauto, venne rappresentata a Firenze per la prima volta nel 1525 e pubblicata nel 1537.

## Le origini della commedia
La commedia nasce su commissione di Jacopo di Filippo Falconetti, esiliato cinque anni prima da Firenze, per festeggiare lo scadere del bando. Il luogo di rappresentazione fu "l'orto rappianato" della sua casa in San Frediano, ove aveva abitato fino a quel momento. Alla realizzazione dello spettacolo collaborarono lo scenografo Bastiano di Sangallo (che aveva partecipato anche alla rappresentazione della Mandragola a Monteloro), il madrigalista Philippe Verdelot e la famosa cantante Barbara Raffacani Salutati. L'allora cinquantaseienne commediografo aveva già incontrato la donna ad una cena (sempre dal Falconetti) e di lei si era indecorosamente innamorato.
La Clizia non è quindi solamente un prodotto intellettuale, ma anche una proiezione autobiografica della sua relazione con la cantante; per questo Nicomaco (di cui si sottolinea la non casuale similitudine tra il nome del protagonista e quello del commediografo) e il tema dell'amore senile risultano di gran lunga diversi rispetto alla visione tradizionale. La commedia è stilisticamente ambigua, perché ora adotta l'ironia e la beffa ed ora toni elegiaci e patetici.

## Trama

### Antefatto
Nel 1494, il soldato francese Beltramo di Guascogna è ospitato in casa di Nicomaco, con cui instaura una stretta amicizia. Pochi giorni dopo parte per Napoli con Carlo VIII; la città viene espugnata e Beltramo cattura Clizia, allora dell'età di cinque anni, che porta con sé per i campi di battaglia. Ma arrivato a Fornovo, ove avrebbe avuto luogo una battaglia contro la lega antifrancese, Beltramo decide di affidare Clizia a Nicomaco. Beltramo muore, probabilmente, poco dopo, perché non si farà mai più sentire.
Nei dodici anni che precedono l'inizio della commedia, Cleandro si innamora di Clizia e, al compimento del suo diciassettesimo anno di età, anche Nicomaco. Volendo egli possederla, decide di farla sposare al servo Pirro e di comprare la casa del vicino Damone, per avere un luogo sicuro ove frequentare la ragazza; ma Sofronia, scoperto il suo piano, vuole far sposare Clizia al fattore Eustachio, a cui Cleandro ha scritto il giorno prima per spronarlo a raggiungere Firenze.

### La commedia
L'azione comincia il giorno dell'arrivo di Eustachio, che verrà tenuto nascosto in una chiesa limitrofa. Nicomaco, infatti, gli aveva affidato un difficile incarico onde tenerlo lontano dalla città.
Nicomaco e Sofronia cercano rispettivamente di convincere l'altro ad abbandonare il proprio proposito, utilizzando come schermo i matrimoni di Pirro ed Eustachio: Sofronia argomenta che Pirro non può essere un buon marito in quanto delinquente, Nicomaco che Eustachio non può assicurarle un felice futuro ma solo una vita da contadina. Nessuno dei due riesce a spuntarla e Nicomaco propone di risolvere il litigio tramite un sorteggio, che arride favorevolmente a Pirro. Le nozze vogliono essere celebrate quella sera stessa.
Cleandro scopre casualmente il piano del padre di giacere con la ragazza nella casa del vicino Damone. Con questa conoscenza, Sofronia organizza una burla ai danni del marito: travestirà Siro da donna e lo farà giacere col vecchio al posto della ragazza, mentre la vera Clizia è tenuta nascosta in casa. Nicomaco cade nella trappola e al posto di una notte d'amore riceve delle forti percosse. Scoperta la verità, Nicomaco si rende conto della sua pazzia e ritorna "l'uomo grave, risoluto e rispettivo" di sempre; in cambio, Sofronia e gli altri dimenticheranno tutto quanto e non riveleranno a nessuno l'accaduto.
Lo scioglimento finale è dato dall'arrivo di Ramondo, che si rivelerà padre di Clizia: la ragazza, non più serva ma libera, si potrà quindi sposare con il giovane Cleandro.

## Analogie e differenze con la Mandragola
Il prologo della Clizia, a differenza di quello della Mandragola, è in prosa e non in versi, non delinea così nitidamente lo spazio scenico o i personaggi e manca del tono polemico e aggressivo nei confronti del “tristo tempo”. Questo, invece, è posato e distaccato, e il suo unico intento è quello del classico dilettare e giovare tramite una favola esemplare. Ancora, se nella Mandragola è posta maggiore attenzione sul tema dell'amore e della beffa, qui cardine e centro di tutta la commedia è il conflitto amoroso di Nicomaco, che a differenza della tradizione oscilla tra la classica figura del vecchio fiacco ma prudente e quella dell'innamorato forte ed audace, qualità che invece mancano a Cleandro:
(Nicomaco, Atto III, Scena I)
C'è un netto distacco tra il personaggio di Nicomaco e quello di Lucrezia: quest'ultima rispetta, infatti, le norme morali e cittadine ma viene poi portata a trasgredirle, ad assecondare il cambiamento della Fortuna utilizzando un concetto caro al Machiavelli, mentre in Nicomaco avviene l'esatto contrario.

## Analogie e differenze con laCasina
A differenza delle imitazioni dell'epoca, la Clizia non è una nuova versione od un adattamento della Casina, ma una libera interpretazione, almeno fino alla terza scena del terzo atto. Se in Plauto, infatti, il conflitto è duplice – moglie contro marito, servo contro servo – qui è unico, ossia Nicomaco contro Cleandro, con le rispettive alleanze. Il personaggio di Sofronia, di contro, pur se semplice alleata del figlio, è la reale oppositrice del protagonista: ella intende infatti non solo riportare alla normalità il marito, ma ristabilire le norme sociali e borghesi che il suo comportamento ha infranto e che rischia di compromettere l'onore di tutta la famiglia. Il metodo di cui si avvale – in puro spirito machiavelliano – è paradossalmente negativo in rapporto a quanto vuole difendere, ma efficace, visto che riesce ad influire sul senso dell'onore di Nicomaco.
I personaggi subiscono delle modifiche rispetto all'originale latino. Nicomaco conserva l'innaturale libidine del pappus plautino (tranne la tendenza alla sodomia), ma perde il carattere ingenuo e sciocco; egli è infatti impaziente delle nozze, ma riesce sempre a padroneggiare e contenere le sue brame davanti agli occhi della famiglia. Sofronia, dalla donna aggressiva e insofferente quale è Cleostrata, diventa più calma e composta ma non meno vivace d'ingegno. Cleandro, che manca totalmente nella versione plautina pur rimanendo il destinatario dell'opera, è invece ripreso integralmente dalla classica maschera latina: egli non fa altro che lamentarsi della sua condizione, mentre gli altri si affrettano ad accontentarlo.
Lo stile di Plauto, caratterizzato da un linguaggio metaforico, trivialità e divertenti lazzi, viene meno in favore di una comicità più semplice ed allusiva, con l'unica eccezione di un riferimento osceno alla vicenda di Lucrezia nella Mandragola. Basti vedere il conflitto tra servi per la donna, marginale dal punto di vista drammatico e molto meno comico e ampio del conflitto originale, presente sin dalla prima scena (mentre nella Clizia comincia nell'ultima scena del II atto). O ancora l'essenzialità e lo scarso gioco teatrale della descrizione della improvvisa pazzia di Clizia narrato dall'ancella, che in Plauto invece diventa pura parodia tragica.

## Clizia: una commedia "extra-storica"
Il prologo della commedia inserisce tutta la vicenda in un universo più ampio che non nel classico intento di “dilettare” e “giovare”. Gli eventi rappresentati non sono la semplice imitazione artistica di un modello plautino, ma il verificarsi in tempi e luoghi diversi di una stessa vicenda accaduta nel passato (in questo caso Atene).
(Prologo)

## Le canzoni
Due delle canzoni dell'opera - “Chi non fa prova amore” e “Si suave è lo inganno” – sono presenti anche nella Mandragola e ricoprono lo stesso ruolo drammatico. A tal proposito, Francesco Guicciardini gradì a tal punto La Mandragola, che decise di allestirla per il carnevale del 1526. Comunicatolo all'autore, Machiavelli gli assicurò di aver già scritto delle canzoni per la nuova rappresentazione. Questa asserzione è parzialmente vera, visto che due delle canzoni non erano state scritte ex novo per l'occasione, ma composte precedentemente per la Clizia.